# Área de Conservação da Paisagem de Ura
A Área de Conservação da Paisagem de Ura é um parque natural localizado no condado de Pärnu, na Estónia.
A área do parque natural é de 311 hectares.
A área protegida foi fundada em 2007 para proteger as paisagens e a biodiversidade na freguesia de Koonga (incluindo na aldeia de Ura) e nas áreas circundantes.